# Ndop (skulptur)

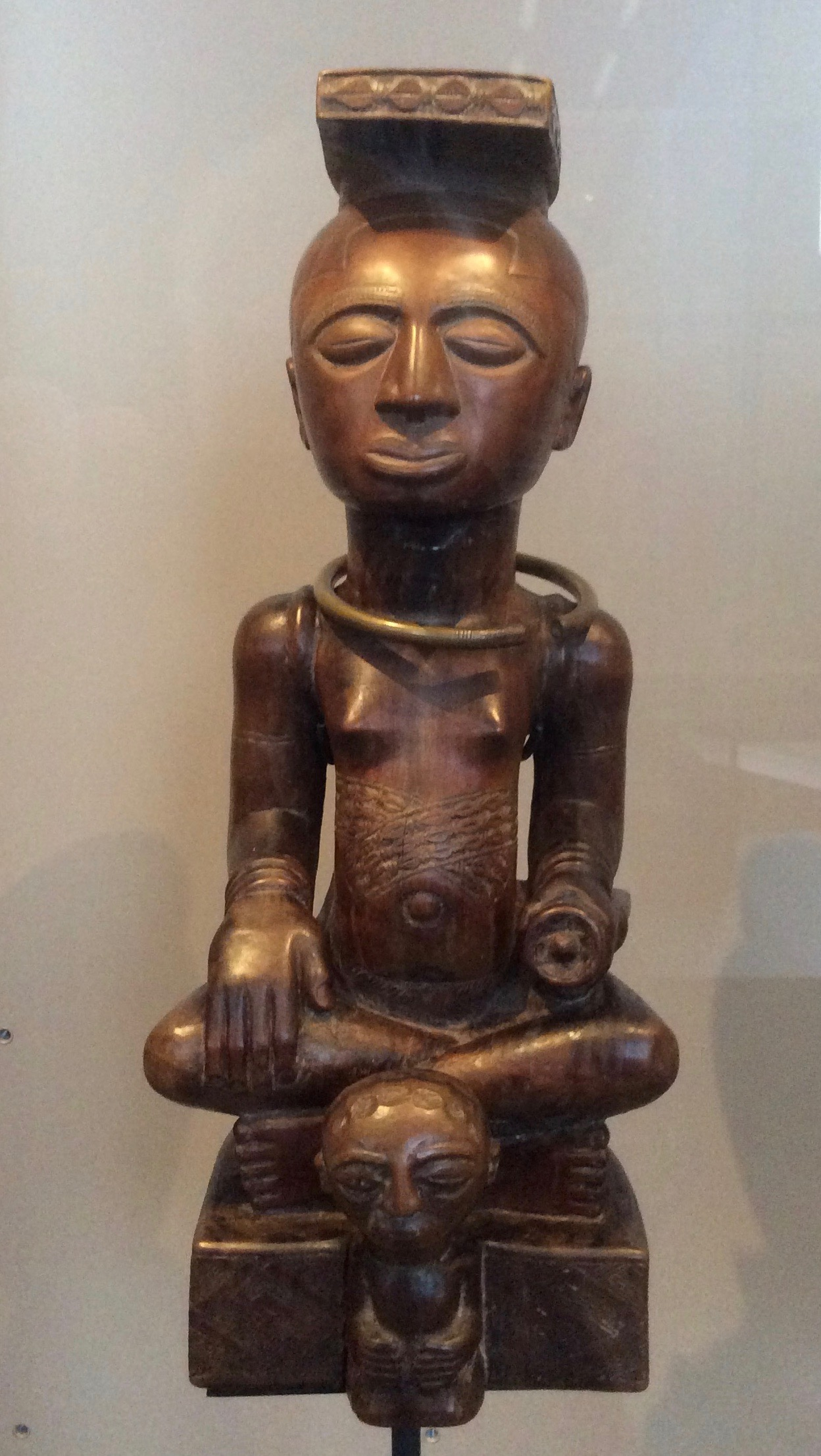
Ndop av Kung Miko miMbul,som regerade under tidigt 1800-tal, Kungliga Centralafrikanska museet i Bryssel

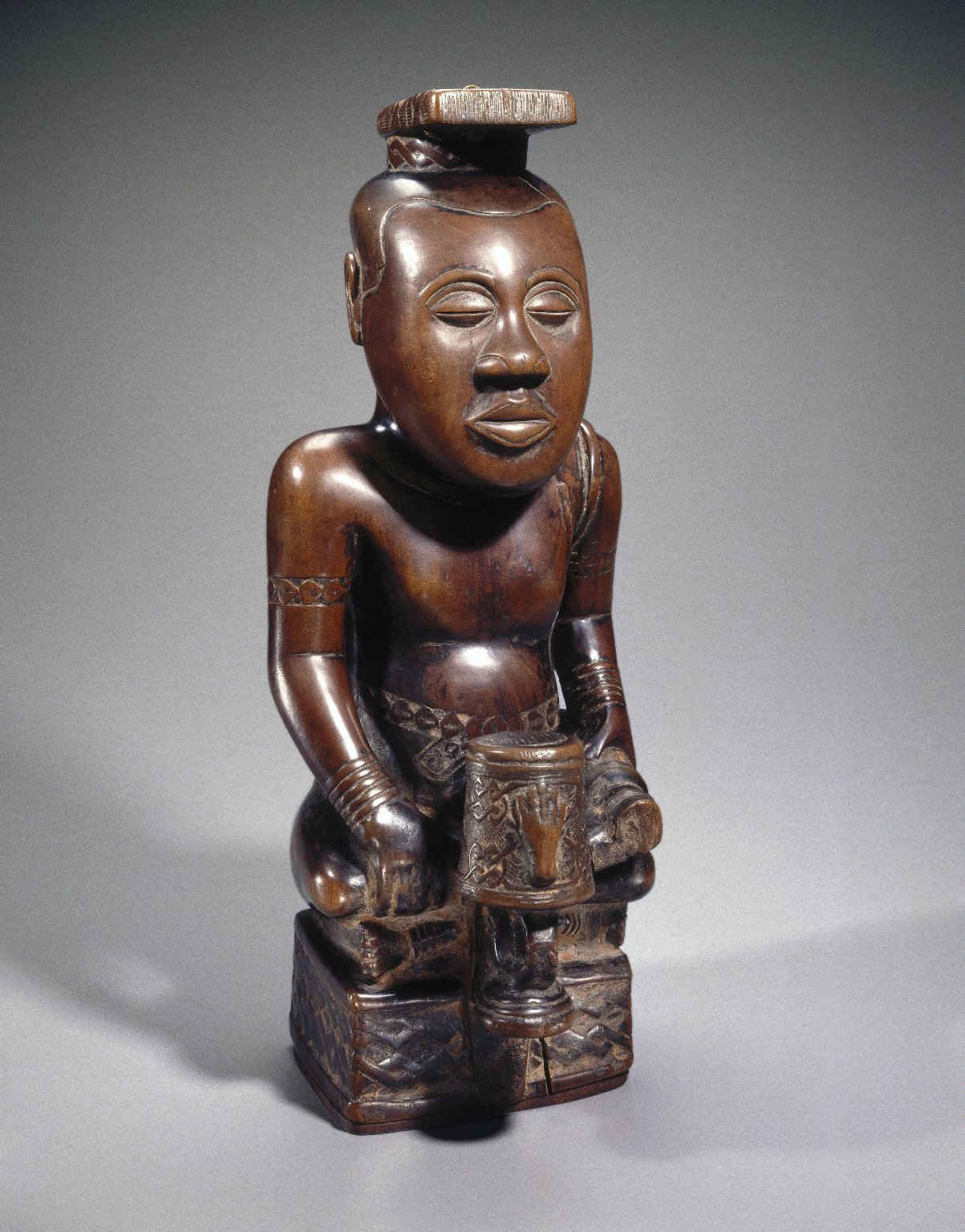
Ndop av Kung Mishe miShyaang maMbul, 1760-1780, 49,5 x 19,4 x 21,9 cm, Brooklyn Museum i New York

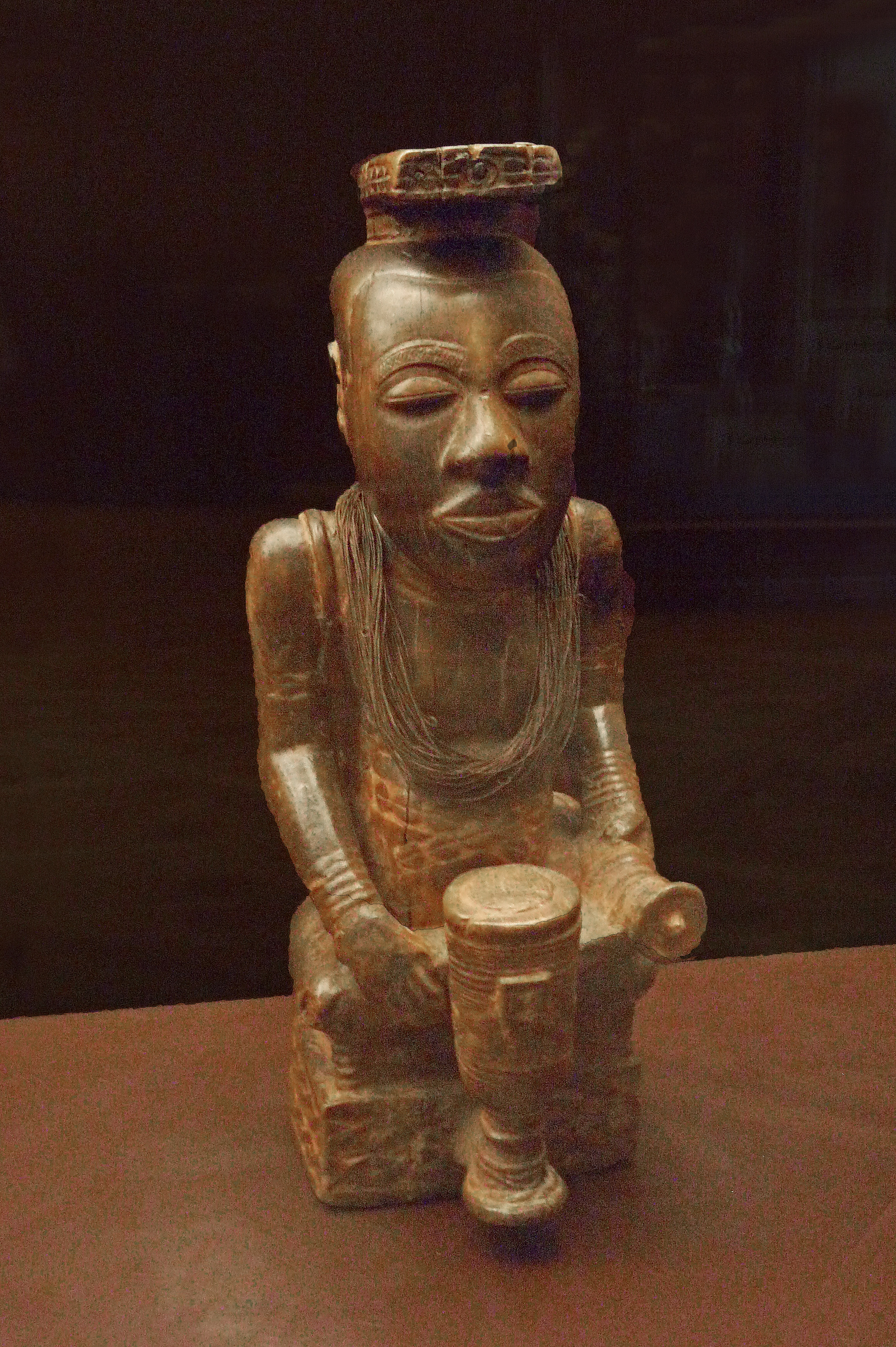
Ndop på Kungliga Centralafrikanska museet i Bryssel

Ndop är en snidad trästatyett som representerar enskilda kungar ("nyim") i Kungariket Kuba i Centralafrika.
Efter genomförandet av installationsriterna sägs det att kungen av Kuba gav uppdrag åt en skulptör att avbilda honom med en ndop. Bara en enda ndop kunde göras för varje kung, och om han inte fanns tillstädes, kunde ingen skulpteras. Om figuren med tiden blev alltför försliten, kunde en ny, exakt kopia, göras.
Ndopskulpturer är inte direkta avbildningar av enskilda modeller, utan återger snarare idealiserade drag hos respektive kung. En specifik härskares regim identifieras av en symbol som kallas "ibol" på statyettens nederdel. En ndop är omkring 48-55 centimeter hög och snidad i ädelträ. Den är inoljad i palmolja för att skydda den mot insekter. Detta är unikt bland afrikanska träskulpturer och har bidragit till att många överlevt i dagens västerländska samlingar. Ndopskulpturer avbildar sina modeller sittande med korslagda ben på en rektangulär plint, en position som likaledes är unik för dem inom afrikansk skulptur.
En ndop brukar porträttera kungen med ett vapen, en rituell kniv, i den vänstra handen. För att få fram en ndops karaktäristiska runda former använde skulptören i första hand en slags skarvyxa, som är ett trähandtag i vilket ett metallblad är isatt på tvärs. Också knivar och poleringsverktyg används. Kubasnidare arbetade med lätt hand för att få fram detaljerade drag genom att kombinera dessa verktyg.
Det hållbara ädelträet och insmörjningen med palmolja gör att de äldsta överlevande exemplaren tillhör de äldsta kvarvarande träföremålen från Afrika. British Museum i London har tre ndopexemplar från Kubakungariket, vilka införskaffades av den ungerske upptäcktsresanden Emil Torday (1875–1931), varav en uppskattas vara från 1700-talet och därmed är en av de äldsta bevarade träföremålen från Afrika söder om Sahara. Två figurer finns i Kungliga Centralafrikanska museet i Bryssel.
Betraktad som ett ställe där kungens livskraft fanns efter dennes död, ansågs en ndop härbärgera kungens själsliga dubbelgångare. Det som hände kungen i det verkliga livet återspeglades i hans ndop. Då skulle till exempel ett liknande sår uppstå på hans ndop, om en kung skadades i strid.  Statyetten förvarades i kvinnornas bostäder, och när en kvinna i kungens harem skulle föda, placerades statyetten nära henne för att hjälpa till en säker förlossning. Efter kungens död, placerades ndop i ett förvaringsutrymme och togs fram endast vid särskilda tillfällen.